# Эску (Эстония)
Э́ску (эст. Esku) — деревня в волости Пылтсамаа уезда Йыгевамаа, Эстония.

## География и описание
Расположена в 4 км к западу от волостного центра — города Пылтсамаа, и в 29 км к юго-западу от уездного центра — города Йыгева. Высота над уровнем моря — 59 метров. 
Климат умеренный. Официальный язык — эстонский. Почтовый индекс — 48005.

## Население
По данным переписи населения 2021 года, в Эску насчитывалось 345 жителей, из них 333 (96,8 %) — эстонцы.
По данным переписи населения 2011 года, в деревне проживали 316 человек, из них 298 (94,3 %) — эстонцы.
Численность населения деревни Эску по данным переписей населения:
| Год  | 1959 | 1970 | 1979  | 1989  | 2000  | 2011  | 2021  |
| ---- | ---- | ---- | ----- | ----- | ----- | ----- | ----- |
| Чел. | 33   | ↗ 53 | ↗ 255 | ↗ 339 | ↗ 421 | ↘ 316 | ↗ 345 |

## История
В 1905 году владельцы мызы Войзек (нем. Woiseck, Выйзику, эст. Võisiku mõis) снесли часть хуторов деревни Нымавере (эст. Nõmavere) и основали скотоводческую мызу Эску (эст. Esku karjamõis). В волостных списках 1939 года эта местность называлась поселением Эску, однако в списке 1945 года оно пропало и снова появилось как деревня в переписи населения 1959 года. 
В 1977 году, в период кампании по укрупнению деревень, с Эску была объединена деревня Падувере (эст. Paduvere, в 1583 году упоминается как Padowier). 
Численность населения деревни Падувере по данным переписей населения:
| Год  | 1959 | 1970 |
| ---- | ---- | ---- |
| Чел. | 101  | ↘ 89 |

Советский памятник на братской могиле жертв фашистского террора в Эску. Ликвидирован в 2023 году

В советское время в деревне находился центр Эскуского отделения опорно-показательного совхоза «Адавере» (до 1976 года — совхоза имени В. И. Ленина) и крупная молочная ферма. В 1992 году на материально-технической базе совхоза было создано сельскохозяйственное предприятие «Õnne Piimakarjutalu OÜ», которое в 2015 году приобрёл концерн «Silikaat Grupp».
В 1967 году на расположенной на территории деревни братской могиле жертв фашистского террора (исторический памятник с 1997 до 2023 года) был установлен памятник с надписью «Вечная слава героям, павшим жертвой в годы фашистского террора 1941—1944»; перед памятником — плиты с именами (по советским данным здесь было похоронено 169 человек). В протоколе от 30 ноября 2022 года рабочая группа по советским памятникам при Госканцелярии Эстонии признала памятник «красным монументом», подлежащим демонтажу с переносом останков на кладбище. В ходе раскопок 14 июня 2023 года были обнаружены останки 18 человек, которые 17 ноября были перезахоронены в расположенную на кладбище Пылтсамаа братскую могилу павших во Второй мировой войне (см. Список советских военных памятников Эстонии).